# Nijmeegse Vierdaagse 2022
De 104e editie van de Nijmeegse Vierdaagse startte op woensdag 20 juli 2022 en eindigde op vrijdag 22 juli 2022.
In 2022 deden er 6400 militairen mee, waarvan 2561 uit Nederland. De Russische en Belarussische militairen en burgers mochten in eerste instantie niet meedoen, maar na kritiek van burgemeester Bruls en het College voor de Rechten van de Mens mochten zij wel meedoen met de beperking dat ze geen eigen nationale vlaggen en geen nationale uniform mochten dragen, desondanks zijn er volgens de statistieken van de Vierdaagseorganisatie maar twee inschrijvingen uit Rusland en geen uit Belarus. Burgerdeelnemers komen uit 69 verschillende landen.
Vanwege extreme hitte werd op 17 juli besloten de eerste wandeldag op dinsdag te schrappen. Daardoor werd Nijmeegse Vierdaagse een driedaagse wandeltocht.

## Barometer[6]
| Inschrijvingen                          | 42.174 |
| Inschrijvingen per 1 juli               | 42.174 |
| Aangemeld op zondag, maandag en dinsdag | 38.455 |
| 2e dag niet gestart/ uitgevallen        | 1.490  |
| 2e dag uitgelopen                       | 36.965 |
| 3e dag niet gestart/ uitgevallen        | 1.530  |
| 3e dag uitgelopen                       | 35.465 |
| 4e dag niet gestart/ uitgevallen        | 531    |
| Tocht uitgelopen                        | 34.934 |